# Kimberly Foster
Kimberly Foster Branch (Fort Smith, Arkansas, 1961. július 6. –) amerikai színésznő, író. 
A nézőközönség leginkább a Dallas című tévésorozatból ismerheti, amelyben Michelle Stevenst alakította.

## Pályafutása
Marion Gary Foster és Paula (Atkins) Foster gyermekeként született. Diplomáját a Booneville High School-ban szerezte ahol pompomlány is volt. Házas, férje Dr. Paul Branch orvos.
Tanulmányai után Foster modell és színészkarrierbe kezdett. Legismertebb szerepében April számító testvérét, Michelle Stevens-t játszotta a Dallas című sorozatban, 1989 és 1991 között. 12 éves filmes karrierje során játszott , többek közt, Tom Hanks-szel, Dan Aykroyd-dal  (Behálózva), John Cusack-kal, Demi Moore-ral (Egy őrült nyár) és Bridget Fonda-val (A szerelem megvár) is. 1995-ben visszavonult színészettől, utolsó szerepe az All My Children című, ABC gyártású televíziós sorozatában volt.
Miután felhagyott a színészettel, 1995-ben elment tanítani Los Angeles-be, valamint óvodában is dolgozott. Írói pályát is kipróbálta, gyerekeknek szóló, rajzzal illusztrált mesekönyveket írt.

## Filmográfia

### Film
| Év   | Cím                    | Szerep              | Megjegyzések |
| ---- | ---------------------- | ------------------- | ------------ |
| 1983 | Making of a Male Model | Susan               | TV-film      |
| 1986 | Egy őrült nyár         | Cookie Cambell      |              |
| 1987 | Behálózva              | Betsy Blees         |              |
| 1988 | A szerelem megvár      | Könyvet olvasó lány |              |
| 1988 | Kettőn áll a vásár     | Jonni tigersmith    |              |
| 1988 | Windmills of the Gods  | nő Mike mellett     | TV-film      |
| 1992 | Bay City Story         | Ellen Brattle       | TV-film      |
| 1993 | Vámpírszerelem         | Kendall Gordon      |              |
| 1993 | Broken Trust           | Erica Brogan        |              |

### Televízió
| Év        | Cím                  | Szerep           | Megjegyzések           |
| --------- | -------------------- | ---------------- | ---------------------- |
| 1983      | The Yellow Rose      | Ismeretlen       | 1 részben              |
| 1984      | The Fall Guy         | Ismeretlen       | 1 részben              |
| 1984      | Double Trouble       | Lisa Fletcher    | 1 részben              |
| 1984      | Paper Dolls          | Casey            | 2 részben              |
| 1984      | Knight Rider         | Tonie Baxter     | 1 részben              |
| 1985      | Cover Up             | Angelica         | 1 részben              |
| 1985      | A szupercsapat       | Tina             | 1 részben              |
| 1985      | Hotel                | Wendy            | 1 részben              |
| 1987      | Thirtysomething      | Fantasy Girl     | 1 részben              |
| 1989      | CBS Summer Playhouse | Tracy            | 1 részben              |
| 1989-1991 | Dallas               | Michelle Stevens | 51 részben             |
| 1992      | Quantum Leap         | Wendy Cooper     | 1 részben              |
| 1994-1995 | All My Children      | Liz Sloan        | Az összes (13) részben |

## Fordítás
- Ez a szócikk részben vagy egészben  a   Kimberly Foster című angol Wikipédia-szócikk fordításán alapul.  Az eredeti cikk szerkesztőit annak laptörténete sorolja fel. Ez a jelzés csupán a megfogalmazás eredetét és a szerzői jogokat jelzi, nem szolgál a cikkben szereplő információk forrásmegjelöléseként.